# ECRM
La gestión electrónica de relaciones con clientes, conocida por las iniciales eCRM, del inglés Electronic Customer Relationship Management, o CRM electrónico, engloba las funciones estándar de gestión de relaciones con clientes con el uso del entorno de red, es decir, intranet, extranet e Internet. El CRM electrónico incorpora procesos de recolección de datos, agregación de datos e interacción con el cliente. En comparación con las tradicionales CRM, la información integrada para la colaboración intraorganizativa eCRM, puede ser más eficiente para comunicarse con los clientes.

## ¿Qué es un eCRM y para qué sirve?
CRM son las siglas,de Customer Relationship Management en inglés, en español significa gestión de la relación con los clientes o GRC. Por lo general, los CRM más básicos incluyen tres módulos: ventas, marketing y servicio al cliente. Con el módulo de ventas, el departamento comercial puede realizar un seguimiento de todo el proceso de ventas y gestionar de forma eficiente y colaborativa la cartera de leads cualificados y de clientes.
Conocer a cada cliente como si fuera único es una enorme ventaja para el departamento de marketing, que puede, entre otros, segmentar y personalizar sus acciones para mejorar el impacto de sus campañas. Estas y otras funciones son las que agrupa el módulo de marketing.
Por último, el módulo de servicio al cliente incluye el servicio de asistencia y el registro de reclamaciones, o de cualquier otra acción de comunicación con el cliente (llamadas, correos electrónicos,…). Cada usuario tiene la misma información y puede, por lo tanto, ofrecer un trato único y personalizado al cliente.
Además de estos tres módulos, algunos CRM integran la información de las redes sociales, servicios de facturación o de recursos humanos e incluso un ERP. En definitiva, se trata de una herramienta para centralizar toda la documentación relacionada con tu actividad.

## Estructura de un eCRM
Un CRM solía ser un programa informático que había que instalar en uno o varios dispositivos. Frente a este modelo, el eCRM es una plataforma en la nube, o software como servicio (SaaS, Software as a Service). La estructura interna está compuesta por uno o varios módulos que agrupan un conjunto de funciones de una misma categoría.
Las características de cada módulo dependen de la finalidad de la herramienta:
- Los eCRM operativos son muy útiles para optimizar los procesos de negocio.
- Los eCRM analíticos permiten obtener una visión sintética del funcionamiento de las actividades y del rendimiento global.
- Por último, los eCRM colaborativos simplifican la comunicación entre todas las partes interesadas: proveedores, empleados, clientes…

## Ventajas de usar un ECRM
El software de eCRM ayuda a las empresas a mejorar la experiencia de sus clientes, y por lo tanto la fidelidad. En este sentido, algunas de las ventajas del eCRM son:
- Prospectar con más eficiencia: estudio de las necesidades de clientes, captación de clientes potenciales, análisis de las informaciones recabadas.
- Desarrollar las ventas: automatización de las fuerzas de ventas y de los procesos de negocio con herramientas de pilotaje, asistencia en los procesos de prospección, flujo de ventas, flujos de trabajo, etc. También es posible obtener pronósticos de ventas.
- Proponer asistencia adaptada (y centralizada): gestión del servicio al cliente, información al cliente en línea, asistencia técnica, creación de un centro de llamadas, interacción con el cliente, personalización de la experiencia del cliente, retención de clientes, etc.
- Obtener una vista de 360 grados de los procesos de negocio y del ciclo de vida del cliente.

## Ejemplo de eCRM
- X-net CRM
- Sage
- Sugar CRM
- Suite CRM
- Suma CRM
- Zoho CRM
- Salesforce CRM
- SAP CRM
- HubSpot
- Oracle CRM
- Microsoft Dynamics CRM
- Vtiger CRM
- OroCRM
- Monday.com
- Pipedrive
- Bitrix24
- Lynkos
- Molecule CRM
- Nube CRM
- NetSuite CRM
- öppen CRM